# Colonia Lázaro Cárdenas, San Juan Evangelista
Colonia Lázaro Cárdenas är en ort i Mexiko.   Den ligger i kommunen San Juan Evangelista och delstaten Veracruz, i den sydöstra delen av landet, 500 km öster om huvudstaden Mexico City. Colonia Lázaro Cárdenas ligger 41 meter över havet och antalet invånare är 177.
Terrängen runt Colonia Lázaro Cárdenas är platt. Runt Colonia Lázaro Cárdenas är det ganska tätbefolkat, med 52 invånare per kvadratkilometer. Närmaste större samhälle är San Juan Evangelista, 7,3 km norr om Colonia Lázaro Cárdenas. Omgivningarna runt Colonia Lázaro Cárdenas är en mosaik av jordbruksmark och naturlig växtlighet.